# Cryphia guglielminae
Cryphia guglielminae là một loài bướm đêm trong họ Noctuidae.